# ドイツ労働総同盟

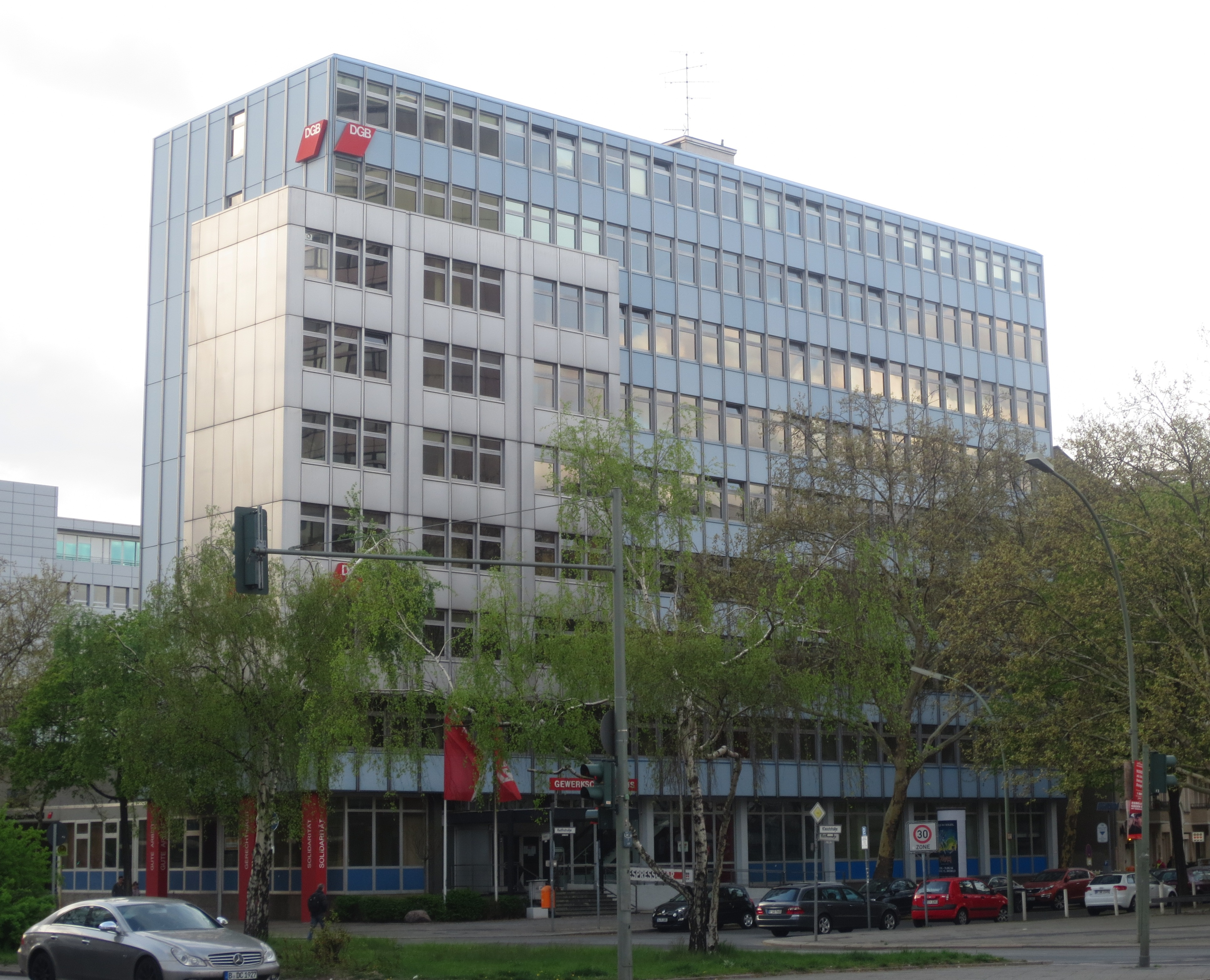
ベルリンにあるドイツ労働総同盟本部

ドイツ労働総同盟（ドイツ語: Deutscher Gewerkschaftsbund、DGB）は、ドイツ最大の労働組合中央組織（ナショナルセンター）である。労使協調の立場を基本とする。
1949年10月、旧西ドイツ地域の16の産業別労働組合が参加してミュンヘンで設立大会が開かれ発足した。デュッセルドルフに本部を置き、初代議長はハンス・ベックラー、国際自由労働組合総連盟（国際自由労連、ICFTU）に加盟した。
1990年10月のドイツ再統一に伴い、旧東ドイツ地域の自由ドイツ労働総同盟（FDGB）が解散、合流。本部をベルリンに移転した。2006年より国際労働組合総連合に加盟している。